# Аллаль Бен-Кассу
Аллаль Бен-Кассу (араб. علال بنقسو, нар. 30 листопада 1941, Рабат — пом. 29 жовтня 2013, Рабат) — марокканський футболіст, що грав на позиції воротаря.
Виступав, зокрема, за клуб ФАР (Рабат), а також національну збірну Марокко, у складі якої був учасником чемпіонату світу, Африки та двох Олімпійських ігор.

## Клубна кар'єра
У дорослому футболі дебютував 1959 року виступами за команду ФАР (Рабат), кольори якої і захищав протягом усієї своєї кар'єри гравця. За свою кар'єру він виграв сім чемпіонатів Марокко та два національних кубка і зіграв у чемпіонаті майже 500 матчів.
У 1970 році Бен-Кассу став сьомим у голосуванні за футболіста року Африки, а у 2006 році він був зарахований КАФ в список 200 найкращих африканських футболістів за останні 50 років.

## Виступи за збірну
28 квітня 1964 року дебютував в офіційних матчах у складі національної збірної Марокко в товариській грі проти другої збірної Франції, перемігши 2:1. А вже у вересні того ж року брав участь з командою у Середземноморських іграх, що пройшли у Неаполі. Там Аллаль зіграв у всіх чотирьох матчах збірної і посів з нею 4 місце.
Наступного року Бен-Кассу брав участь у літніх Олімпійських іграх 1964 року в Японії, де його збірна не вийшла з групи, програвши Угорщині і Югославії з рахунком 6:0 і 3:1 відповідно, а Аллаль зіграв у обох іграх.
На Середземноморських іграх 1967 року в Тунісі Бен-Кассу теж був основним воротарем, зігравши у всіх трьох іграх своєї команди, яка не подолала груповий бар'єр.
Згодом у складі збірної Марокко Бен-Кассу був учасником чемпіонату світу 1970 року у Мексиці, де Марокко також посіло останнє місце в групі, а Бен-Кассу взяв участь у двох матчах — проти Перу і ФРН. А вже наступного року зіграв на третіх для себе Середземноморських іграх, цього разу у турецькому Ізмірі. Там марокканці з Бен-Кассу у воротах виграли два перших матчі групового етапу і в останньому вирішальному зустрічались з Югославією за право виходу до фіналу. У цій грі після вилучення двох марокканців африканська збірна покинула поле, за що була дискваліфікована з турніру і залишилась без медалей.
1972 року Аллаль взяв участь спочатку у Кубку африканських націй в Камеруні, де зіграв у всіх трьох матчах, а команда не подолала груповий етап, а потім і в літніх Олімпійських іграх 1972 року, де був дублером Мохаммеда Хаззаза і жодного разу не вийшов на поле.
Загалом протягом кар'єри у національній команді, яка тривала 9 років, провів у її формі 52 офіційні матчі, пропустивши 75 голів.
Помер 29 жовтня 2013 року на 73-му році життя у місті Рабат.

## Досягнення
- Чемпіонат Марокко (7): 1960/61, 1961/62, 1962/63, 1963/64, 1966/67, 1967/68, 1969/70
- Володар Кубка Марокко (2): 1959, 1971